# Saint-Paul-le-Jeune
Pour les articles homonymes, voir Saint-Paul.
Saint-Paul-le-Jeune est une commune française, située dans le département de l'Ardèche en région Auvergne-Rhône-Alpes.
Ses habitants sont appelés les Saints-Pauliens et Saints-Pauliennes.[réf. nécessaire]

## Géographie

### Situation et description
Situé à l'extrêmité sud du département de l’Ardèche, Saint-Paul-le-Jeune est un village composé d'un petit bourg et de différents hameaux : les Monèdes, le Frigolet, la Brousse, la Gadilhe, les Sagnes… Ils comportent chacun quelques maisons seulement.
La commune est située à une dizaine de kilomètres de Saint-Ambroix, Gagnières, Bessèges dans le Gard et de Les Vans, Joyeuse, Vallon-Pont-d'Arc dans l'Ardèche.
La grotte de la Cocalière (3e plus belle grotte de France) s'étale sur les communes de Saint-Paul (Ardèche) et de Courry (Gard).

### Géologie et relief
Le village de Saint-Paul-le-Jeune occupe une position très particulière le long d'une faille géologique qui de Saint-Sébastien se poursuit vers Banne et le bois de Païolive et sépare les terrains gréseux du Trias et les terrains calcaires du Jurassique Supérieur.
Les deux terrains qui se côtoient le long de cette faille ont assuré aux habitants pendant des siècles leur nourriture. Notamment à l'aide des sources échappées de la colline gréseuse du bois des Bartres.
Cette faille géologique a marqué l'histoire et le développement du village en favorisant le passage d'une voie de communication qui n'a fait que prendre de l'importance au cours des siècles.

### Climat
En 2010, le climat de la commune est de type climat méditerranéen franc, selon une étude du CNRS s'appuyant sur une série de données couvrant la période 1971-2000. En 2020, Météo-France publie une typologie des climats de la France métropolitaine dans laquelle la commune est exposée à un climat de montagne ou de marges de montagne et est dans la région climatique  Provence, Languedoc-Roussillon, caractérisée par une pluviométrie faible en été, un très bon ensoleillement (2 600 h/an), un été chaud (21,5 °C), un air très sec en été, sec en toutes saisons, des vents forts (fréquence de 40 à 50 % de vents > 5 m/s) et peu de brouillards. 
Pour la période 1971-2000, la température annuelle moyenne est de 12,9 °C, avec une amplitude thermique annuelle de 17,2 °C. Le cumul annuel moyen de précipitations est de 1 165 mm, avec 7,6 jours de précipitations en janvier et 4 jours en juillet. Pour la période 1991-2020, la température moyenne annuelle observée sur la station météorologique de Météo-France la plus proche, « Les Vans-Sa », sur la commune des Vans à 7 km à vol d'oiseau, est de 13,9 °C et le cumul annuel moyen de précipitations est de 1 251,0 mm,. Pour l'avenir, les paramètres climatiques de la commune estimés pour 2050 selon différents scénarios d'émission de gaz à effet de serre sont consultables sur un site dédié publié par Météo-France en novembre 2022.

### Hydrologie
Le territoire communal est traversé par la Claysse, un affluent de rive gauche de la Cèze et donc un sous-affluent du Rhône.

### Voies de communication
Le territoire communal est traversé selon un axe nord-sud par la route départementale 104 (RD 104).

## Urbanisme

### Typologie
Au 1er janvier 2024, Saint-Paul-le-Jeune est catégorisée commune rurale à habitat dispersé, selon la nouvelle grille communale de densité à 7 niveaux définie par l'Insee en 2022.
Elle est située hors unité urbaine et hors attraction des villes,.

### Occupation des sols
L'occupation des sols de la commune, telle qu'elle ressort de la base de données européenne d’occupation biophysique des sols Corine Land Cover (CLC), est marquée par l'importance des forêts et milieux semi-naturels (88,3 % en 2018), une proportion sensiblement équivalente à celle de 1990 (88,5 %). La répartition détaillée en 2018 est la suivante : forêts (46,4 %), milieux à végétation arbustive et/ou herbacée (41,9 %), zones urbanisées (7,2 %), zones agricoles hétérogènes (4,5 %).
L'évolution de l’occupation des sols de la commune et de ses infrastructures peut être observée sur les différentes représentations cartographiques du territoire : la carte de Cassini (XVIIIe siècle), la carte d'état-major (1820-1866) et les cartes ou photos aériennes de l'IGN pour la période actuelle (1950 à aujourd'hui).

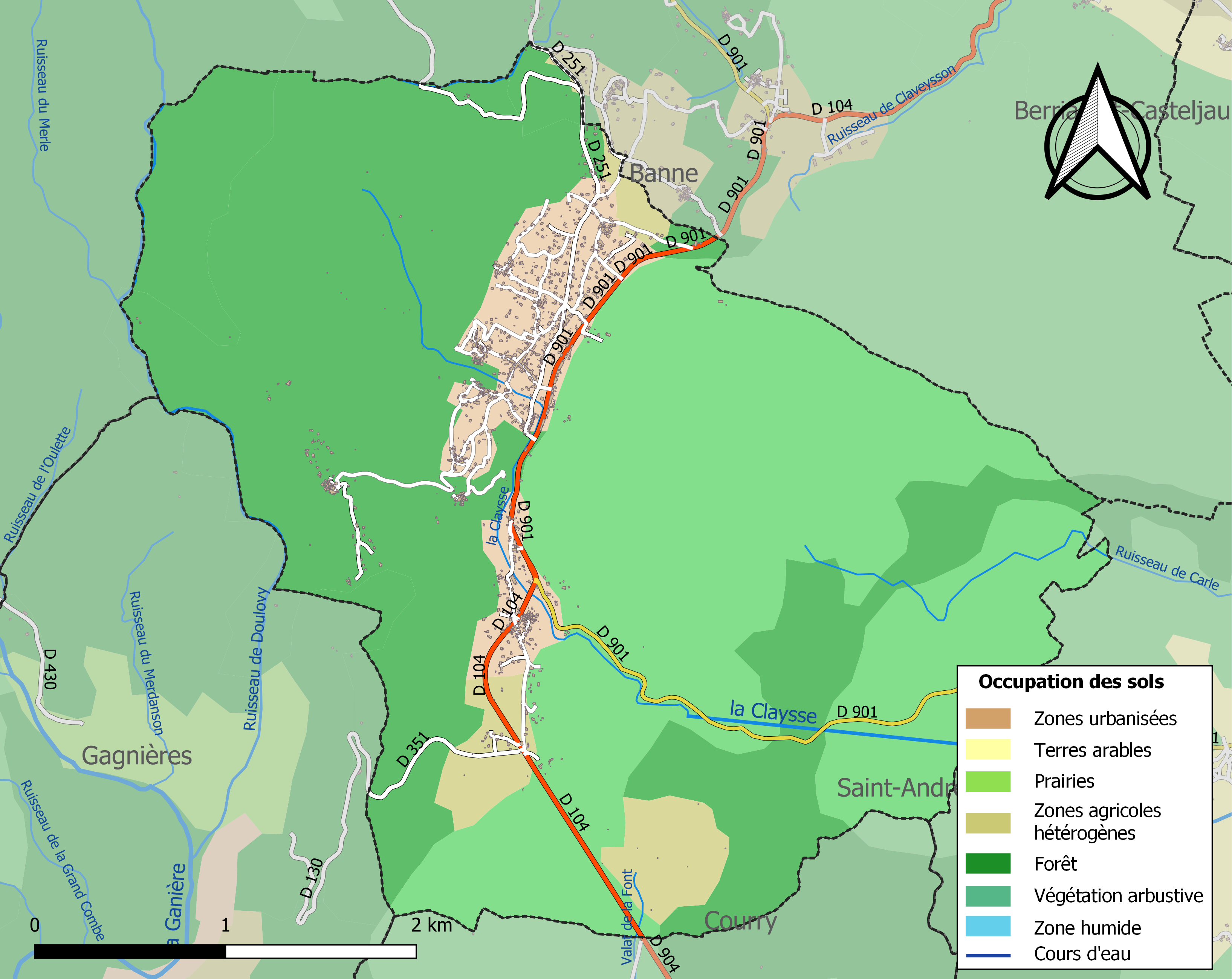
Carte des infrastructures et de l'occupation des sols de la commune en 2018 (CLC).

## Histoire
En 1802, sur leur demande, les habitants du Travers de Banne sont autorisés à construire leur église : l'église Saint-Paul, terminée en 1810. Une petite communauté va prendre corps autour de ce point de rencontre et au cours des travaux assumés en commun, un premier pas vers plus d'autonomie.
En 1826, les habitants du Travers de Banne adressent une pétition au Préfet pour être organisés en commune indépendante de Banne.
Le 21 mars 1832, une ordonnance du roi Louis-Philippe érige en commune particulière la paroisse du Travers de Banne sous le nom de Saint-Paul-le-Jeune.
Onze hameaux, situés tout au long d'une voie de communication « Banne-Saint-Ambroix et Banne-Gagnières », vont se détacher de la commune de Banne : La Crotte, Mentaresse, Les Rousses, Les Ayres, L'Église neuve, Les Sagnes, La Brousse, Les Monèdes, La Gadilhe, Sauvas, Le Frigolet.
À la suite de l'ordonnance du roi Louis-Philippe du 21 mars 1832, un arrêté du préfet du 11 juillet 1832, nomme Jean Platon maire et Joseph Théodore Lacroix premier adjoint de la nouvelle commune.
En 1876, le train avec la construction de la voie de chemin de fer et la gare de Saint-Paul-le-Jeune, a favorisé le développement du village au détriment de Banne. Ce train, servait à l'origine au transport du charbon vers les hauts-fourneaux de la Vallée du Rhône et vers les usines du Midi. Puis très vite, il a drainé une partie de la population vers les filatures de la Basse Ardèche et vers les mines du Gard.
Le village était desservi, jusqu'en 1971, par la voie ferrée PLM puis SNCF de la ligne du Teil à Alès. L'ancienne gare, toujours visible, est devenue une propriété de la commune, l'ancienne remise des machines est devenue une pharmacie.
La ligne possédait deux tunnels sur Saint-Paul-le-Jeune, qui furent, un temps utilisé pour la culture de champignons de Paris. À la sortie du tunnel sud, vers Gagnières, il existait un embranchement pour desservir les mines de charbon de Banne.

## Politique et administration

### Liste des maires
| Période         | Période                       | Identité               | Étiquette                | Qualité |
| --------------- | ----------------------------- | ---------------------- | ------------------------ | --- |
| 11 juillet 1832 | décembre 1840                 | Jean Platon            |                          | |
| janvier 1841    | octobre 1846                  | Jean Pascal            |                          | |
| novembre 1846   | après 1848                    | Jean Louis Platon      |                          | |
| avant 1861      | septembre 1865                | Jean Pascal            |                          | |
| septembre 1865  | septembre 1870                | Jean Platon            |                          | |
| octobre 1870    | avril 1871                    | Joseph Teissier        |                          | |
| mai 1871        | vers 1875                     | Joseph Platon          |                          | |
| 1876            | après 1887                    | Jean-Baptiste Roux     |                          | |
| 1889            | après 1902                    | Emile Napoléon Lacroix |                          | |
| mars 1971       | mars 1977                     | Joseph Emile Crégut    | PCF                      | Exploitant forestier |
| mars 1977       | mars 1983                     | Guy Lefébure           | UDF-PSD                  | Fonctionnaire Conseiller général du canton des Vans (1979, élection annulée)                                                      |
| mars 1983       | mars 1989                     | Roger Durand           | UDF                      | Retraité |
| mars 1989       | 26 septembre 1997             | Jean Radier            | PS                       | Retraité |
| octobre 1997    | mars 2001                     | Jacques Sabatier       | PS                       | |
| mars 2001       | mai 2020                      | Raymonde Gauthier      | PS                       | Psychologue dans l'Éducation Nationale                                                                                            |
| mai 2020        | En cours (au 30 janvier 2021) | Thierry Bruyere-Isnard | Divers gauche/Écologiste | Cadre retraité de l'Éducation nationale 1er vice-président de la communauté de communes Pays des Vans en Cévennes[réf. souhaitée] |

## Population et société

### Démographie
L'évolution du nombre d'habitants est connue à travers les recensements de la population effectués dans la commune depuis 1836. Pour les communes de moins de 10 000 habitants, une enquête de recensement portant sur toute la population est réalisée tous les cinq ans, les populations de référence des années intermédiaires étant quant à elles estimées par interpolation ou extrapolation. Pour la commune, le premier recensement exhaustif entrant dans le cadre du nouveau dispositif a été réalisé en 2008.

En 2022, la commune comptait 967 habitants, en évolution de −1,63 % par rapport à 2016 (Ardèche : +2,48 %, France hors Mayotte : +2,11 %).
| 1836  | 1841  | 1846  | 1851  | 1856  | 1861  | 1866  | 1872  | 1876  |
| ----- | ----- | ----- | ----- | ----- | ----- | ----- | ----- | ----- |
| 1 305 | 1 319 | 1 437 | 1 387 | 1 429 | 1 452 | 1 451 | 1 519 | 1 340 |

| 1881  | 1886  | 1891  | 1896  | 1901  | 1906  | 1911  | 1921  | 1926  |
| ----- | ----- | ----- | ----- | ----- | ----- | ----- | ----- | ----- |
| 1 285 | 1 386 | 1 178 | 1 172 | 1 249 | 1 230 | 1 197 | 1 086 | 1 012 |

| 1931  | 1936 | 1946 | 1954 | 1962 | 1968 | 1975 | 1982 | 1990 |
| ----- | ---- | ---- | ---- | ---- | ---- | ---- | ---- | ---- |
| 1 019 | 993  | 884  | 956  | 987  | 847  | 854  | 819  | 862  |

| 1999 | 2006 | 2008 | 2013 | 2018 | 2022 | - | - | - |
| ---- | ---- | ---- | ---- | ---- | ---- | - | - | - |
| 762  | 832  | 852  | 975  | 956  | 967  | - | - | - |

Beaucoup de logements sont des habitations secondaires. L'Ardèche est en effet très touristique. En conséquence, le dynamisme est faible pendant la saison hivernale.
En 1999, il y avait à Saint-Paul-le-Jeune 159 résidences secondaires sur 570 logements au total.

### Enseignement
La commune de Saint-Paul-le-Jeune fait partie de l'académie de Grenoble. Les élèves commencent leur scolarité dans l'école primaire du village.

### Sports
Saint-Paul-le-Jeune a été ville étape du Tour cycliste féminin international de l'Ardèche 2019.

### Médias
La commune de Saint-Paul-le-Jeune est située dans la zone de distribution de deux organes de la presse écrite :
- L'Hebdo de l'Ardèche

Il s'agit d'un journal hebdomadaire français basé à Valence et couvrant l'actualité de tout le département de l'Ardèche.
- Le Dauphiné libéré

Il s'agit d'un journal quotidien de la presse écrite française régionale distribué dans la plupart des départements de l'ancienne région Rhône-Alpes, notamment l'Ardèche. La commune est située dans la zone d'édition de Privas et d'Aubenas.
- La Viste : un instrument de culture patrimoniale paraissant deux fois par an[18].

### Cultes
Les personnes de confessions catholiques disposent d'un lieu de culte, l'église Saint Paul. Elle est rattachée à la paroisse Saints Pierre et Paul de Païolive, elle-même rattachée au diocèse de Viviers.Les églises (propriété de la commune) et la communauté catholique de Saint-Pierre-Saint-Jean (anciennes églises de Saint-Jean-de-Pourcharesse et Saint-Pierre-le-Déchausselat)  sont rattachées à la paroisse Saints Pierre et Paul de Païolive, elle-même rattachée au diocèse de Viviers.

## Économie

### Entreprises et commerces

#### Agriculture
Saint-Paul-le-Jeune fait partie de la zone d'appellation de plusieurs produits agricoles :
- Coteaux-de-l'ardèche, IGP, dans les 3 couleurs
- Coteaux-de-montélimar, IGP
- Comtés-rhodaniens, IGP, dans les 3 couleurs
- Châtaigne d'Ardèche AOC
- Miel des cévennes, IGP
- Picodon AOC
- Poulet des Cévennes IGP

#### Commerces
Le marché hebdomadaire de la commune a lieu le vendredi.

## Culture locale et patrimoine
La commune de Saint-Paul-le-Jeune possède une médiathèque ouverte au public du vendredi au mercredi (horaires).
Elle possède de nombreux chemins de randonnée thématiques : Les Dolmens, Les Mines, La Claysse, etc.
- Église Saint-Paul de Saint-Paul-le-Jeune.

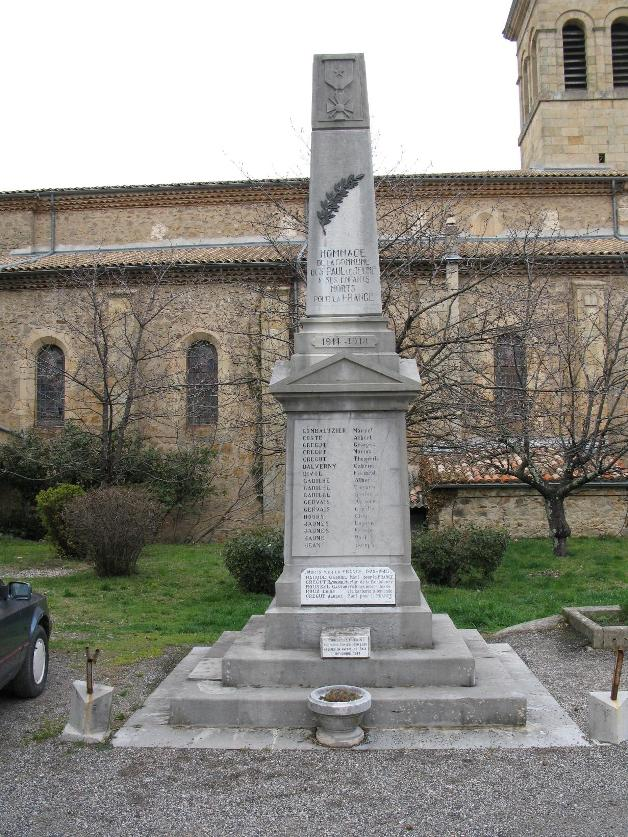
Le monument aux morts.
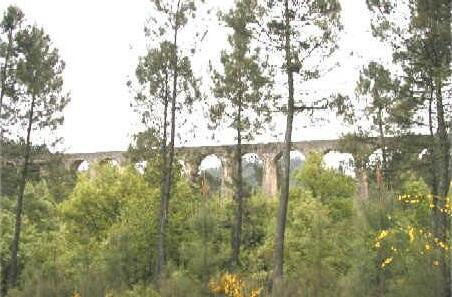
Le viaduc du Doulovy.

### Lieux et monuments
- Le viaduc du Doulovy[22], ancien pont du chemin de fer des mines de Banne (à cheval sur les communes de Banne et Saint-Paul-le-Jeune).
- Grotte de la Cocalière.
- Église paroissiale Saint-Paul : en 1845, l'église primitive est remplacée par un édifice de style néo-roman plus grand. De forme ogivale, l'église est composée d'une nef et bas côtés, d'un chœur voûté en cul de four et d'un clocher en façade. Deux imposantes colonnes aux chapiteaux sculptés supportent une corniche et encadrent le portail et la Serlienne. Le clocher carré est surmonté d'une flèche polygonale, il renferme un puissant bourdon de 2,5 tonnes une des plus grosses cloches de l'Ardèche.

### Personnalités liées à la commune
En 1896, l'instituteur Chiron un des premiers préhistoriens de l'Ardèche écrit sur l'existence de la nécropole dolménique des Buissières, près de la goule de Sauvas, sur la commune de Saint-Paul-le-Jeune.

### Héraldique
|  | Saint-Paul-le-Jeune possède des armoiries dont l'origine et le blasonnement exact ne sont pas disponibles. |